# Michel Crépeau

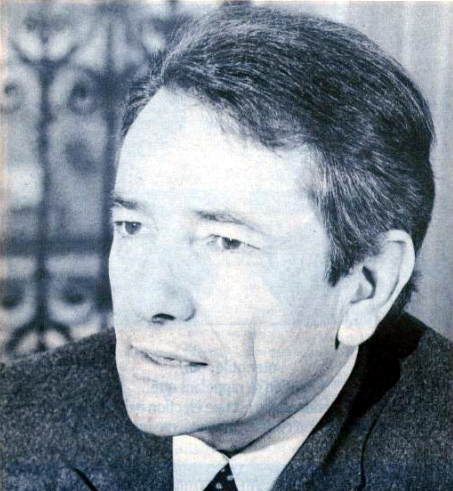
Fotografía tomada a Michel Crépeau durante la primera vuelta de las elecciones presidenciales de 1981

Michel Édouard Jean Crépeau fue un abogado y un político francés. Nació el 30 de octubre de 1930 en Fontenay-le-Comte (Vendée) y murió el 30 de marzo de 1999 en París.

## Biografía

### Carrera política
Abogado, se unió al Partido Radical; cuando este se escindió en 1972, fundó el Movimiento Radical de Izquierda (MRG), que se coaligó con el Partido Socialista y el Partido Comunista de Francia. Crépeau fue elegido alcalde de La Rochelle en 1971 y miembro de la Asamblea Nacional de Francia por el departamento de Charente Marítimo en 1973, y mantuvo estos dos cargos hasta su muerte en 1999.
Como candidato de MRG en las elecciones presidenciales de 1981, obtuvo un 2,2% de los votos en la primera ronda, y para la segunda animó a votar a François Mitterrand. Fue su ministro de Medio Ambiente entre 1981 y 1983 y su ministro de Comercio y Artesanía entre 1983 y 1986. Cuando Robert Badinter fue nombrado presidente del Consejo Constitucional en febrero de 1986, le sucedió como ministro de Justicia, pero la Izquierda perdió las elecciones legislativas de 1986 un mes después, por lo que fue obligado a dimitir.

### Fallecimiento
Michel Crépeau murió en París el 30 de marzo de 1999 por un paro cardiaco ocurrido algunos días antes durante una sesión parlamentaria en la Asamblea Nacional.